# زعيم حزب
في النظام الحكومي، يعمل زعيم الحزب كممثل رسمي لحزب سياسي، إما أمام سلطة تشريعية أو أمام الناخبين. اعتمادًا على البلد، الشخص الذي يشار إليه بشكل متواصل باسم "زعيم" حزب سياسي قد يكون رسميًا رئيسًا للحزب أو أمين عام أو أعلى منصب سياسي.
غالباً ما يكون زعيم الحزب مسؤولاً عن إدارة علاقات الحزب مع الجمهور العام وقيادة المنافسة ضد المنافسين السياسيين، مثل دور المتحدث باسم الحزب. وبالتالي، سيأخذون دورًا رائدًا في تطوير وإيصال المنابر الحزبية إلى الناخبين.
في العديد من الديمقراطيات التمثيلية يتنافس زعماء الأحزاب مباشرةً على منصب سياسي رفيع. وبالتالي فمن النموذجي في هذه الدول (وخاصة في نظام وستمنستر) أن يسعى زعيم الحزب إلى الانتخابات للسلطة التشريعية وإذا تم انتخابه، سيكون في نفس الوقت الزعيم البرلماني للحزب. في العديد من البلدان التي تستخدم النظام البرلماني إذا ظهر حزب زعيم الحزب السياسي مع أغلبية المقاعد في البرلمان بعد الانتخابات العامة أو كان الحزب الرئيسي في حكومة ائتلافية أو (في بعض الحالات) يكون أكبر حزب في برلمان أقلية، غالبًا ما يكون زعيم ذلك الحزب رئيس الوزراء. وبالتالي، في سياسة العديد من البلدان التي تستخدم النظام البرلماني يُعتبر زعيم الحزب سياسي مرشحاً فعلياً لرئاسة الوزراء من قبل وسائل الإعلام والجمهور العام، حتى لو لم يتم انتخاب هذا المنصب مباشرةً.
رئيس الحزب أو زعيم الحزب السياسي الذي يخضع للوثيقة الدستورية للحزب لا يحتاج إلى أن تكون عضوًا في البرلمان ولذلك هو مختلف عن زعيم اللجنة البرلمانية للحزب.
هذا أصعب بكثير في الأنظمة الرئاسية والشبه رئاسية، حيث يكون الرئيس التنفيذي رئيسًا حيث لا يمكن إزالة الرئيس إلا عن طريق العزل الخاص (عادة ما يتضمن غالبية تشريعية عظمى، أو تحقيق من قبل محكمة دستورية، أو كليهما)، وتتضمن الإزالة إما انتخابًا مبكرًا أو خلافة تلقائية للمنصب من قبل نائب الرئيس؛ لذلك، يتلقى زعيم الحزب الداخلي بشكل قانوني دورًا خلفيًا (مثل زعماء الحزب الديمقراطيوالجمهوري في الولايات المتحدة، الذين يعملون كرؤساء إدارة رئاسية لحزبهم السياسي)، أو يمكن منح القيادة تلقائيًّا لرئيس حالي ينتمي إلى الحزب (مثل الحزب الديمقراطي التقدمي في تايوان). في البلدان التي تستخدم نظام وستمنستر، زعيم أكبر حزب سياسي ليس ضمن الحكومة يعمل كزعيم المعارضة.